# آدم سميث (لاعب كرة قدم بريطاني)
آدم سميث (بالإنجليزية: Adam Smith)‏ (20 فبراير 1985 في المملكة المتحدة - ) هو لاعب كرة قدم بريطاني في مركز جناح ‏. لعب مع نادي تشيسترفيلد ونادي ريكسهام ونادي يورك سيتي ونادي غاينسبورو ترينيتي ولينكولن سيتي أف سي ونادي مانسفيلد تاون ونادي جيزيلي ‏ ونادي ألدرشوت تاون وإف سي هاليفاكس تاون.

## وصلات خارجية
- آدم سميث على موقع قاعدة بيانات كرة القدم.إي يو (الإنجليزية)
- آدم سميث على موقع Soccerbase.com (لاعب) (الإنجليزية)
- آدم سميث على موقع Soccerway.com (الإنجليزية)